# Marco Reiterer
Marco Reiterer (* 1. Juli 2007) ist ein österreichischer Fußballspieler.

## Karriere
Reiterer begann seine Karriere beim Grazer AK. Zur Saison 2017/18 wechselte er in die Jugend des FC Red Bull Salzburg, bei dem er ab der Saison 2021/22 auch in der Akademie spielte. Im März 2023 schloss er sich der Jugend des TSV Hartberg an. Zur Saison 2023/24 wechselte er zum Zweitligisten SV Lafnitz. Zu einem Profieinsatz kam er in seiner ersten Saison bei den Lafnitzern aber nicht, für die Amateure der Steirer spielte er 13 Mal in der Landesliga.
Im Februar 2025 debütierte Reiterer schließlich für die Profis von Lafnitz in der 2. Liga, als er am 18. Spieltag der Saison 2024/25 gegen Admira Wacker in der 87. Minute für Jakob Knollmüller eingewechselt wurde.